# Ульсан Хьонде
ФК «Ульсан Хьонде» (кор. 울산 현대 축구단) — південнокорейський футбольний клуб з Ульсана, заснований у 1983 році. Виступає в К-Лізі 1. Домашні матчі приймає на стадіоні «Ульсан Мунсу», місткістю 44 102 глядачі.
Належить концерну «Hyundai Heavy Industries».

## Досягнення
- К-Ліга 1
  - Чемпіон (5): 1996, 2005, 2022, 2023, 2024
  - Фіналіст (10): 1986, 1991, 1998, 2002, 2003, 2011, 2013, 2019, 2020, 2021
- Кубок Південної Кореї
  - Володар (1): 2017
  - Фіналіст (4): 1998, 2018, 2020, 2024
- Кубок ліги
  - Володар (5): 1986, 1995, 1998, 2007, 2011
  - Фіналіст (3): 1993, 2002, 2005
- Суперкубок
  - Володар (1): 2006
- Ліга чемпіонів АФК
  - Чемпіон (2): 2012, 2020